# ۳۷۵ (قمری)
۳۷۵ (قمری)، سیصد و هفتاد و پنجمین سال در گاهشماری هجری قمری است. اول محرم این سال برابر با بیست و نهم مه سال ۹۸۵ میلادی است.